# Al Mada
Pour les articles homonymes, voir Almada (homonymie).
Al Mada (anciennement Société nationale d'investissement ou SNI) est un fonds d'investissement privé marocain à vocation panafricaine. Son actionnariat est composé de plusieurs entreprises et fonds d’investissements marocains, et de quelques entreprises étrangères. Son principal actionnaire est Siger, la holding de la famille royale du Maroc,.
Al Mada est présent dans plusieurs secteurs et notamment la distribution, la banque, l’immobilier, les mines et la construction, les télécoms, l’énergie et l'assurance.

## Histoire

### 1966-1994: Création de la SNI et rapprochement avec l’ONA
Le 31 décembre 1966, la SNI est créée par décret royal comme entreprise publique. En 1967, la société est introduite à la Bourse de Casablanca.
En 1980, le groupe Omnium Nord-Africain (ONA), structure historique créée lors du protectorat et détenue alors par la banque française BNP Paribas est revendue à la famille royale du Maroc. Les négociations sont menées par le conseiller André Azoulay,. Le groupe opère dans cinq secteurs stratégiques : mines, distribution, activités financières, portefeuille et métiers de développement.
En 1994, la SNI est privatisée, ce qui marque une étape décisive dans son évolution puisqu’il s’agit du début de la mise en place de partenariat à long terme, avec des firmes transnationales, telles que le groupe Lafarge.
L’ONA devient, en 1999, le premier actionnaire de la SNI, entamant par là-même un rapprochement entre les deux groupes.

### 2002-2010: Montée capitalistique de la SNI au sein de l’ONA
Dès son accession au trône en 1999, Mohammed VI engage la restructuration de l’ONA.
Dès le mois de mars 2000, le roi nomme Driss Jettou à la tête de l’ONA. Mourad Cherif est président-directeur général de 1999 à 2002. Bassim Jaï Hokimi lui succède jusqu’en 2005.
Côté SNI, Mohammed VI nomme Mohamed Mounir el Majidi et Hassan Bouhemou, président-directeur général de la holding entre 2001 et 2014.
Les deux nouveaux architectes en chef du business royal sont Mounir Majidi et Hassan Bouhemou.
Les années 2002-2005 sont dédiées à la restructuration, à la diversification des activités et à la reconstitution des marges de manœuvre.
En 2002, la Siger détient 13,5 % des actions de l’ONA. La SNI devient le premier actionnaire de l’ONA. (avec 29.84 % des parts). En septembre 2003, Mounir Majidi et Hassan Bouhemou lancent une rotation de participations. Cette refonte de l’actionnariat a pour objectif de rééquilibrer les structures financières de l’ONA et de la SNI. L’ONA passe désormais sous le contrôle de la SNI, qui elle-même est contrôlée à 60% par la Siger.
En 2004, la SNI renforce sa présence au sein de l’ONA et à la fin de l’année, la SNI possède 32.4 % du capital de l’ONA. La même année, la Banque commerciale du Maroc (BCM) et la Wafa Bank fusionne pour former Attijariwafa Bank, filiale de la SNI. Fin 2005, la SNI possède plus d’1/3 des parts de l’ONA (33,3 %).
Entre 2005 et 2010, le groupe ONA-SNI entreprend le déploiement d’une politique de champions nationaux.
Le processus de fusion entre la BCM et la Wafa Bank est finalisé.
Il investit dans les télécoms avec l’acquisition en 2005 de Maroc Connect (futur Wana Corporate, devenu Inwi), l’énergie avec la création en 2005 de Nareva Holding, le tourisme avec l’entrée au capital d’Atlas Hospitality en 2009, les matériaux de construction avec Sonasid et une participation dans Lafarge Maroc à hauteur de 50 %, et la grande distribution avec le développement de Marjane, la chaîne de super et hypermarchés. Leur réussite permet au Maroc de développer son influence sur le continent africain et notamment dans l’Afrique subsaharienne où ils sont implantés. Attijariwafa Bank signe une vingtaine d’accords stratégiques lors de la dernière tournée du Roi Mohammed VI en Afrique subsaharienne lui conférant ainsi un rayonnement continental,.
En 2006, la SNI consolide son partenariat avec ArcelorMittal, dans l’objectif de renforcer l’importance de la Sonasid sur le marché national. Une nouvelle holding nommée « Nouvelles Sidérurgies Industrielles » (NSI), est donc créée afin d’y transférer la participation de la SNI dans la Sonasid. Son capital est réparti entre la SNI (25 % des parts), Arcelor (50 % des parts) et par des investisseurs privés pour les 25 % restants. Actuellement, la NSI détient 64.86 % du capital de la Sonasid.
D’autre part, la même année, la SNI augmente ses participations dans l’ONA et passe à 33.5 % de possession des parts de capital.

### 2010: Fusion ONA-SNI et retrait de la Bourse
En 2010, l'ONA et la SNI fusionnent et sortent de la Bourse de Casablanca et devient dès lors un acteur économique majeur.
La période 2010-2014 est marquée par la cession des participations historiques dans le secteur agro-alimentaire, au profit de participations minoritaires dans de nouveaux métiers stratégiques et à fort potentiel de développement, une cession d'actifs historiques qui scelle une rupture définitive dans l’histoire de la holding royale. La réorientation de la SNI s’inscrit dans la stratégie de développement africaine du Maroc, dont la plupart des grands groupes sont désormais implantés sur le continent.
La dernière tournée africaine de Mohammed VI a scellé de nombreux accords avec plusieurs pays africains.

### 2014: Nomination de Hassan Ouriagli
Le 30 septembre 2014, la SNI change de PDG : Hassan Ouriagli succède à Hassan Bouhemou, qui dirige le groupe durant 13 ans,. Hassan Ouriagli est l’ancien directeur délégué de l’ONA, absorbée par la SNI en 2010. Il a rejoint l’ONA en mai 2003 en tant que directeur attaché à la présidence dans un premier temps et est également chargé de l’animation du plan stratégique.
Elle engage sa transformation pour inscrire son action de fonds d’investissement dans un cadre panafricain. À partir de 2014, la SNI élargit donc ses activités à l’ensemble du continent.
Durant les années 2010, la SNI s'est désengagée des produits agroalimentaires ; en juillet 2011 de Lesieur Cristal, en septembre 2012 du biscuitier Bimo, en novembre 2014 de la Centrale laitière, et en mars 2015 du sucrier Cosumar. Les parts de Lesieur sont, en effet, cédées au groupe français Avril, celles de Cosumar à la société Wilmar International originaire de Singapour, la biscuiterie Bimo est vendue à Mondelez International (groupe américain) tandis que la Centrale Laitière est cédée à Danone.

### Depuis 2018: La Société Nationale d’Investissement devient Al Mada
Aboutissement de l’évolution entreprise en 2014 : le 28 mars 2018, le conseil d’administration annonce le lancement d’AL MADA afin de succéder à la SNI. Avec sa nouvelle signature, « Positive Impact », le fonds d’investissement marque sa volonté de sceller des relations entre pays du Sud, grâce à des investissements majeurs à l’échelle panafricaine. Avoir un impact positif sur les populations et les sociétés du continent, voilà la nouvelle ligne directrice avancée par le fonds d’investissement[non neutre].
Actuellement présent dans 24 pays d’Afrique, AL MADA signifie par ce changement de nom, son ambition panafricaine et internationale à long terme.
En mars 2020, le groupe donne 2 milliards de dirhams au fonds créé par le roi Mohammed VI pour lutter contre la pandémie de coronavirus.

## Secteurs d'activités
Après sa sortie du secteur agroalimentaire, la SNI est désormais active dans sept secteurs d'activité en tant qu'actionnaire de référence ou bien en tant que co-actionnaire.

### Services financiers
- - Attijariwafa Bank : créé en 2004[25] à la suite de la fusion entre la BCM et Wafa bank, et présent dans 26 pays du continent africain, Attijariwafa Bank est le premier groupe bancaire du Maroc[26].
  - Wafa Assurance : présent en Tunisie, au Sénégal ainsi qu’en Côte d’Ivoire et au Cameroun, Wafa Assurance est également le premier assureur du monde arabe depuis 2014[27].
  - Agma Lahlou-Tazi :société de courtage en assurance. Elle fait partie des filiales originaires de la holding ONA, qui rejoignent la SNI en 2010, au moment de la fusion entre les deux géants.

### Matériaux de construction
- - LafargeHolcim Maroc : née en 2016 de la fusion entre Lafarge Ciments Maroc (joint-venture entre Lafarge et la SNI depuis 1995) et Holcim Maroc[28].
  - LafargeHolcim Afrique (LHMA) : AL MADA et LafargeHolcim sont partenaires depuis de nombreuses années. En 2016, ce partenariat s’élargit à 12 pays d’Afrique subsaharienne (Bénin, Burkina Faso, Cameroun, Côte d’Ivoire, Gabon, Guinée Conakry, Mali, Mauritanie, République démocratique du Congo, République du Congo, Sénégal et Soudan).
  - Sonasid : leader dans le domaine de la métallurgie, la Sonasid résulte d’un partenariat stratégique entre AL MADA et ArcelorMittal.

### Distribution
- - Marjane Holding : créée en 1990, la société mère Marjane Holding se subdivise en trois filiales : Marjane (pionnier de la grande distribution au Maroc), Electroplanet et Acima. Marjane Holding est à l’origine contrôlée par l’ONA, avant de devenir une propriété de la SNI à la suite de la fusion de 2010[29].
  - OPTORG : leader de l’équipement, Optorg propose plusieurs filiales Trafafric Equipment (équipement de chantiers), Tractafric Motors (distribution automobile).
  - Sopriam : fondée en 1977 et filiale du groupe ONA, la Société de Promotion Industrielle Automobile au Maroc, est le distributeur et importateur exclusive des marques Peugeot, Citroën et DS au Maroc[30].
  - Sotherma : la Sotherma assure la distribution de l’eau minérale au Maroc à travers deux marques différentes, Sidi Harazem et Aïn Saïss.

### Mines
- - Groupe Managem : créée en 1930 et introduite en Bourse en 2000[31], Managem est spécialisée dans l’extraction et la valorisation des métaux précieux, métaux de base et minerais.

### Immobilier et tourisme
- - Ametys : immobilier de haut standing et parcs d’activités.
  - Atlas Hospitality : l’entreprise est spécialisée dans le développement de parcs hôteliers.

### Énergie
- - Nareva : créée en 2005, Nareva est spécialisée dans la gestion de l’eau et la production d’électricité au Maroc.

### Télécommunications
- - Inwi : fondée en 2010, Inwi est une société spécialisée dans les télécommunications au Maroc (Internet, téléphonie mobile et fixe).

La SNI détient aussi dans son portefeuille des participations minoritaires dans diverses sociétés, héritées de sa fusion avec ONA comme la Somed.
Le lancement d’AL MADA et les ambitions panafricaines du fonds d’investissement qu’il révèle, laisse penser que le fonds d’investissement pourrait diversifier son activité dans des secteurs porteurs à l’échelle du continent (l’hôtellerie notamment) dans les années à venir.

### Agroalimentaire
- Patisen : cette entreprise sénégalaise domine le marché local des bouillons cubes. L'entreprise est aussi présente dans des pays voisins : Burkina Faso, Mali ou Guinée. Patisen est vendue fin 2023 à Al Mada par son créateur, Youssef Omaïs[34].

## Données financières
| Années             | 2008    | 2009    | 2010     | 2011     | 2012                 | 2013     | 2014     | 2015     | 2016     | 2017   |
| ------------------ | ------- | ------- | -------- | -------- | -------------------- | -------- | -------- | -------- | -------- | ------ |
| Chiffre d'affaires | 3 385,6 | 3 427,6 | 43 475,6 | 50 416,1 | 48 701,2 ou 53 384,5 | 41 665,7 | 33 886,6 | 33 424,4 | 33 496,3 | 34 320 |

## Polémiques

### Soupçon de conflit d'intérêts
Le magazine Orient XXI pointe en 2016, un soupçon récurrent de conflits d'intérêts, notamment lors des appels d'offres, car le souverain marocain nomme les hauts responsables des sociétés publiques et contrôle également la Société nationale d'investissement, bénéficiaire de certains marchés publics.

## Identité visuelle

Ancien logo
Logo depuis 2018